# قورباغه درختی سوت‌زن
قورباغه درختی سوت‌زن (نام علمی: Litoria verreauxii) نام یک گونه از سرده قورباغه درختی استرالیایی است.